# Real Fuerza de Defensa de las Bahamas
La Real Fuerza de Defensa de las Bahamas (RFDB) son las Fuerzas armadas de las Bahamas. Dado que el estado de las Bahamas no tiene Ejército de tierra ni Fuerza aérea, su Armada representa la totalidad de sus Fuerzas armadas.
Según la Ley de Defensa, la RFDB tiene las funcionalidades de defender las Bahamas y proteger su integridad territorial; patrullar sus aguas; proveer asistencia en tiempos de desastre; mantener el orden en colaboración con las demás fuerzas de seguridad; y llevar a cabo aquellos otros deberes que determine el Consejo de Seguridad Nacional. 
La RFDB también es miembro del Grupo de Trabajo de Seguridad Regional de CARICOM. Este grupo de trabajo ha entrado en acción durante el mandato de las Naciones Unidas en Haití en 1994.

## Historia
La RFDB se convirtió en una entidad oficial dependiente del Ministerio de Seguridad Nacional el 31 de marzo de 1980, con la promulgación de una ley por parte del Parlamento de Bahamas. 
El Rey de las Bahamas, Carlos III del Reino Unido, es el Comandante en Jefe de las Fuerzas de Defensa, ejerciendo las funciones ceremoniales en su nombre el Gobernador General de las Bahamas. La RFDB también ha adoptado su propio sistema de medallas y premios.
La RFDB sólo ha entrado en combate una vez, contra las fuerzas de Cuba. El 10 de mayo de 1980, el patrullero bahameño HMBS Flamingo trató de arrestar a dos barcos pesqueros cubanos que se encontraban pescando furtivamente en aguas de las Bahamas, llamados Ferrocem 165 y Ferrocem 54. En represalia a este arresto, dos MiG-21 cubanos invadieron el espacio aéreo de las Bahamas y dispararon contra el Flamingo. Los cañones de 23mm de los aeroplanos cubanos hundieron el patrullero con facilidad, y dispararon contra los marineros naufragados.Cuatro tripulantes del buque bahameño, de nombres Fenrick Sturrup, Austin Smith, David Tucker y Edward Williams, murieron en el transcurso del ataque.Los quince tripulantes restantes y el comandante a cargo de la embarcación llegaron sanos y salvos a Duncan Town, en Ragged Island, después de ser recogidos por los barcos pesqueros cubanos que previamente habían abordado. Los furtivos fueron condenados en Julio de ese mismo año. Cuba acabó por asumir su responsabilidad en el altercado, y pagó a las Bahamas 10 millones de dólares en compensación por el incidente.

## Estructura

### Buques
Los principales barcos de la fuerza son dos patrulleros de alta mar de clase Bahamas y cuatro de clase Legend.  Estos últimos son la primera parte del contrato de adquisición de nueve buques firmado con Damen Shipyards Group en abril de 2013. La mayoría de las misiones consisten en patrullas contra la pesca furtiva, patrullas antidrogas, control de inmigración, búsqueda y rescate o misiones generales de defensa.
Cuatro de los nuevos buques serán de diseño Stan 4207, otros cuatro serán de diseño Stan 3007 y el buque final será un buque de transporte al estilo de una lancha de desembarco, Damen Stan Lander 5612 .

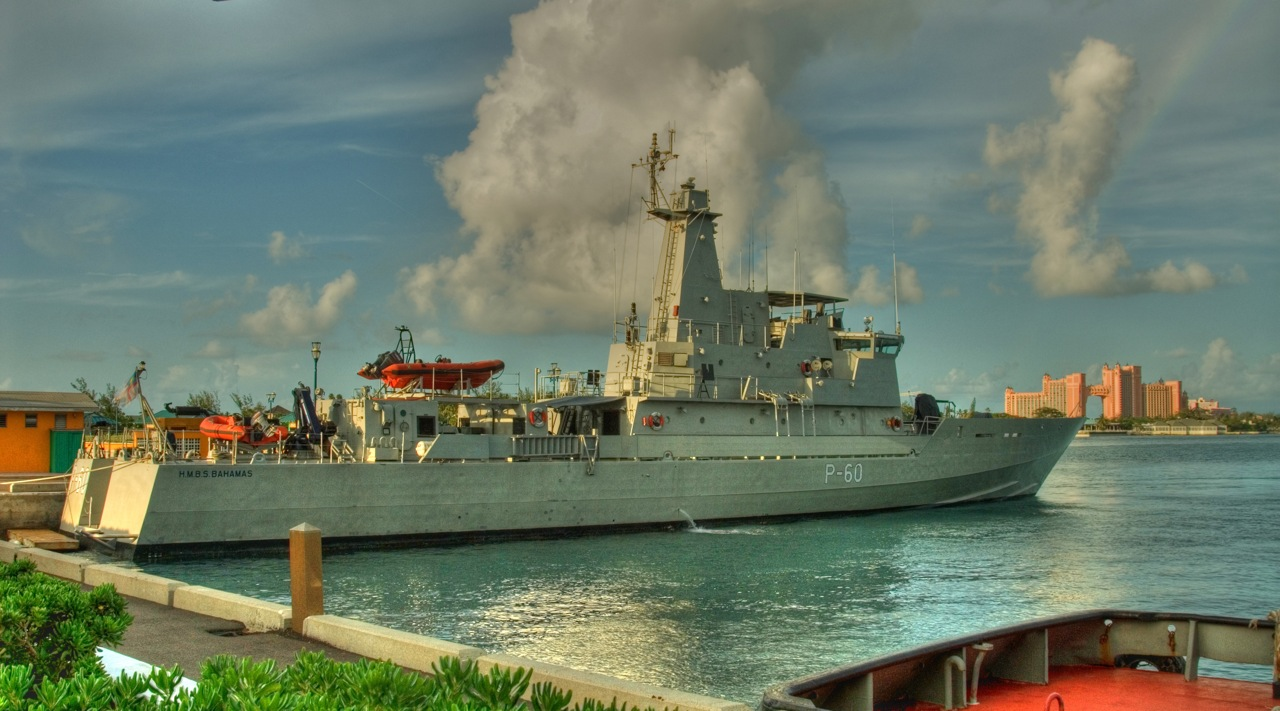
HMBS Bahamas P-60 en Nassau

Enseña naval de la RFDB

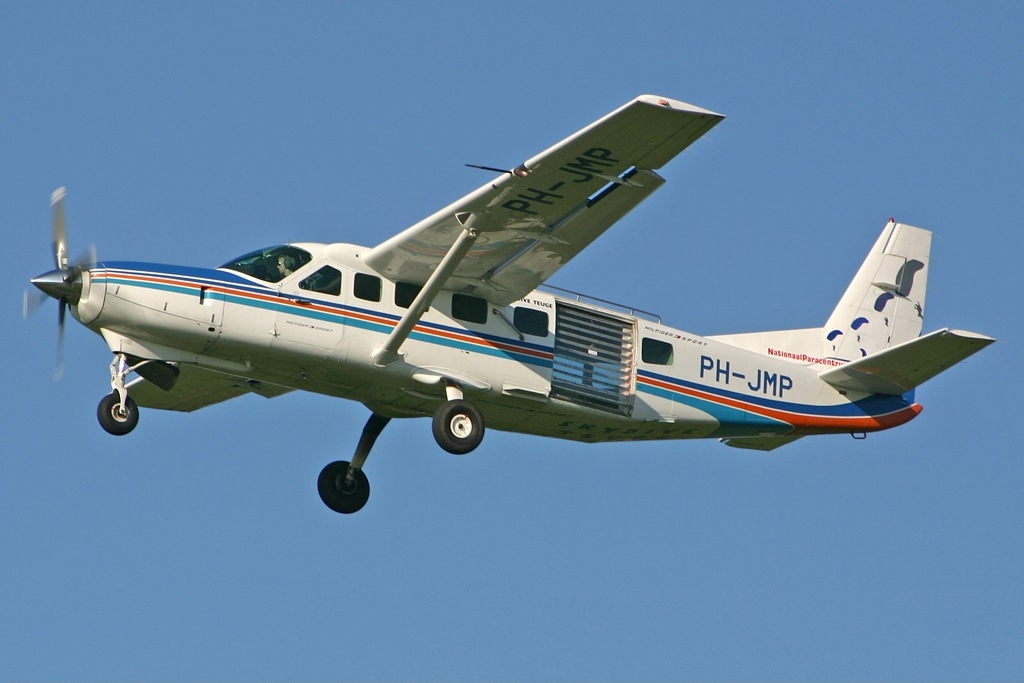
La RFDB utiliza un aeroplano Cessna 208B, similar a este

| Buque                       | Origen             | Tipo                            | En servicio        | Notas              |                    |
| Buques patrulleros          | Buques patrulleros | Buques patrulleros              | Buques patrulleros | Buques patrulleros | Buques patrulleros |
| --------------------------- | ------------------ | ------------------------------- | ------------------ | ------------------ | ------------------ |
| HMBS Bahamas                | Estados Unidos     | lancha patrullera               | 1                  | Clase Bahamas      |                    |
| HMBS Nassau                 | Estados Unidos     | lancha patrullera               | 1                  | Clase Bahamas      |                    |
| HMBS Arthur Dion Hanna      | Países Bajos       | lancha patrullera               | 1                  | Clase Legend       |                    |
| HMBS Durward Knowles        | Países Bajos       | lancha patrullera               | 1                  | Clase Legend       |                    |
| HMBS Leon Livingstone Smith | Países Bajos       | lancha patrullera               | 1                  | Clase Legend       |                    |
| HMBS Rolly Gris             | Países Bajos       | lancha patrullera               | 1                  | Clase Legend       |                    |
| HMBS Lignum Vitae           | Países Bajos       | lancha patrullera               | 1                  | Clase Floral       |                    |
| HMBS Cascarilla             | Países Bajos       | lancha patrullera               | 1                  | Clase Floral       |                    |
| HMBS Kamalamé               | Países Bajos       | lancha patrullera               | 1                  | Clase Floral       |                    |
| HMBS Madeira                | Países Bajos       | lancha patrullera               | 1                  | Clase Floral       |                    |
| Lancha de desembarco        |                    |                                 |                    |                    |                    |
| HMBS Lawrence Major         | Países Bajos       | lancha de desembarco / auxiliar | 1                  | Damen Stan Lander  |                    |

## Aviación militar
El 26 de noviembre de 1981, dos años después de la creación de la RFDB, esta fue proveída de una fuerza aérea. Inicialmente se compraron y operaron tres Aero Commanders de Bahamasair, pero estos aeroplanos fueron retirados del servicio y consecuentemente vendidos en 1990. En 1992, se añadió un Cessna 402 y poco después un Cessna 421, y a finales de 2005 se produjo la entrega de un Super king Air 350. Finalmente, en mayo de 2009, se adquirió una Cessna 208 Turbine Caravan con flotadores y una Partenavia P.68, dos nuevas aeronaves que mejoraron significativamente las capacidades de vigilancia y transporte de la RBDF.

Escarapela disponible para uso en aviones de la RFDB

En diciembre de 2019, Bahamas estableció el programa Bahamas Unmanned Aerial System, para lo que contrató a la empresa Swift Engineering, que producirá 55 vehículos aéreos no tripulados para la RFDB.

### Aeronaves
| Aeronave                       | Fotografía      | Origen          | Tipo                | Unidades        |
| Avión de enlace                | Avión de enlace | Avión de enlace | Avión de enlace     | Avión de enlace |
| ------------------------------ | --------------- | --------------- | ------------------- | --------------- |
| Beechcraft King Air            |                 | Estados Unidos  | Avión de enlace     | 1               |
| Aeronave de transporte militar |                 |                 |                     |                 |
| Partenavia P.68                |                 | Italia          | Avión de transporte | 1               |
| Cessna 208 Caravan             |                 | Estados Unidos  | Avión de transporte | 1               |

## Rangos

#### Oficiales
| Grado militar      | Insignia | Rangos OTAN |
| ------------------ | -------- | ----------- |
| Almirante          |          | OF-9        |
| Vicealmirante      |          | OF-8        |
| Contraalmirante    |          | OF-7        |
| Capitán de navío   |          | OF-6        |
| Capitán de fragata |          | OF-5        |
| Capitán de corbeta |          | OF-4        |
| Teniente           |          | OF-3        |
| Subteniente        |          | OF-2        |
| Alférez            |          | OF-1        |

#### Suboficiales
| Grado militar    | Insignia | Rangos OTAN |
| ---------------- | -------- | ----------- |
| Suboficial mayor |          | OR-7        |
| Subteniente      |          | OR-6        |
| Sargento mayor   |          | OR-5        |
| Sargento         |          | OR-4        |
| Cabo             |          | OR-3        |